# O Vao (El Bollo)
O Vao es un lugar español actualmente despoblado, que forma parte de la parroquia de Teijido, del municipio de El Bollo, en la provincia de Orense, Galicia.

## Demografía
| Gráfica de evolución demográfica de O Vao entre 2000 y 2019 |
|                                                             |
| Datos según el nomenclátor publicado por el INE.            |